# Campeonato Mundial de Lucha de 2005
El LVI Campeonato Mundial de Lucha se celebró en Budapest (Hungría) entre el 26 de septiembre y el 2 de octubre de 2005 bajo la organización de la Federación Internacional de Luchas Asociadas (FILA) y la Federación Húngara de Lucha.
Las competiciones se desarrollaron en la Arena László Papp, con capacidad para 12.000 espectadores.

## Resultados

### Lucha grecorromana masculina
| Evento | Oro                          | Plata                        | Bronce                                                             |
| ------ | ---------------------------- | ---------------------------- | ------------------------------------------------------------------ |
| 55 kg  | Hamid Surian Irán            | Park Eun-Chul Corea del Sur  | István Majoros · Hungría · Yermek Kuketov · Kazajistán             |
| 60 kg  | Armen Nazarian Bulgaria      | Ali Ashkani Irán             | Petr Švehla · República Checa · Eusebiu Diaconu · Rumania          |
| 66 kg  | Nikolai Guergov Bulgaria     | Kim Min-Chul Corea del Sur   | Alaín Milián Burgos · Cuba · Kim Kum-Chol · Corea del Norte        |
| 74 kg  | Varteres Samurgashev · Rusia | Mark Madsen Dinamarca        | Marko Yli-Hannuksela · Finlandia · Konstantin Schneider · Alemania |
| 84 kg  | Alim Selimau · Bielorrusia   | Alexei Mishin · Rusia        | Sándor Bárdosi · Hungría · Nazmi Avluca · Turquía                  |
| 96 kg  | Hamza Yerlikaya Turquía      | Lajos Virág · Hungría        | Vasili Teploujov · Rusia · Justin Ruiz · Estados Unidos            |
| 120 kg | Mijaín López Núñez · Cuba    | Mihály Deák-Bárdos · Hungría | Siarhei Artsiujin · Bielorrusia · Yekta Yılmaz Gül · Turquía       |

### Lucha libre masculina
| Evento | Oro                          | Plata                          | Bronce                                                         |
| ------ | ---------------------------- | ------------------------------ | -------------------------------------------------------------- |
| 55 kg  | Dilshod Mansurov Uzbekistán  | Radoslav Velikov Bulgaria      | Jon Hyon-Guk Corea del Norte Bayaraaguiin Naranbaatar Mongolia |
| 60 kg  | Alan Dudayev · Rusia         | Yandro Quintana Ribalta · Cuba | Morad Mohamadi Irán Martin Berberian Armenia                   |
| 66 kg  | Majach Murtazaliyev · Rusia  | Serafim Barzakov Bulgaria      | Geandry Garzón Caballero · Cuba · Otar Tushishvili · Georgia   |
| 74 kg  | Buvaisar Saitiyev · Rusia    | Árpád Ritter · Hungría         | Nikolai Paslar Bulgaria Joe Williams Estados Unidos            |
| 84 kg  | Revaz Mindorashvili Georgia  | Yoel Romero Palacio · Cuba     | Taras Danko · Ucrania · Magomed Kurugliyev · Kazajistán        |
| 96 kg  | Jadzhimurat Gatsalov · Rusia | Eldar Kurtanidze Georgia       | Vasyl Tesmynetsky · Ucrania · Alexei Krupniakov · Kirguistán   |
| 120 kg | Aydın Polatçı Turquía        | Alexis Rodríguez Valera · Cuba | Ottó Aubéli · Hungría · Tolly Thompson · Estados Unidos        |

### Lucha libre femenina
| Evento | Oro                       | Plata                      | Bronce                                                          |
| ------ | ------------------------- | -------------------------- | --------------------------------------------------------------- |
| 48 kg  | Ren Xuecheng China        | Iryna Merleni · Ucrania    | Carol Huynh · Canadá · Makiko Sakamoto · Japón                  |
| 51 kg  | Hitomi Sakamoto Japón     | Vanessa Boubryemm Francia  | Tsogtbazaryn Enjzhargal Mongolia Wen Juling China               |
| 55 kg  | Saori Yoshida Japón       | Su Lihui China             | Tonya Verbeek · Canadá · Natalia Golts · Rusia                  |
| 59 kg  | Ayako Shoda Japón         | Marianna Sastin · Hungría  | Sally Roberts · Estados Unidos · Lene Aanes · Noruega           |
| 63 kg  | Kaori Icho Japón          | Jing Ruixue China          | Sara McMann · Estados Unidos · Volha Jilko · Bielorrusia        |
| 67 kg  | Meng Lili China           | Martine Dugrenier · Canadá | Yelena Perepiolkina · Rusia · Cathrine Downing · Estados Unidos |
| 72 kg  | Iris Smith Estados Unidos | Kyoko Hamaguchi Japón      | Svitlana Sayenko · Ucrania · Anita Schätzle · Alemania          |

## Medallero
| Núm. | País            | Oro | Plata | Bronce | Total |
| ---- | --------------- | --- | ----- | ------ | ----- |
| 1    | Rusia           | 5   | 1     | 3      | 9     |
| 2    | Japón           | 4   | 1     | 1      | 6     |
| 3    | Bulgaria        | 2   | 2     | 1      | 5     |
| 3    | China           | 2   | 2     | 1      | 5     |
| 5    | Turquía         | 2   | 0     | 2      | 4     |
| 6    | Cuba            | 1   | 3     | 2      | 6     |
| 7    | Georgia         | 1   | 1     | 1      | 3     |
| 7    | Irán            | 1   | 1     | 1      | 3     |
| 9    | Estados Unidos  | 1   | 0     | 6      | 7     |
| 10   | Bielorrusia     | 1   | 0     | 2      | 3     |
| 11   | Uzbekistán      | 1   | 0     | 0      | 1     |
| 12   | Hungría         | 0   | 4     | 3      | 7     |
| 13   | Corea del Sur   | 0   | 2     | 0      | 2     |
| 14   | Ucrania         | 0   | 1     | 3      | 4     |
| 15   | Canadá          | 0   | 1     | 2      | 3     |
| 16   | Dinamarca       | 0   | 1     | 0      | 1     |
| 16   | Francia         | 0   | 1     | 0      | 1     |
| 18   | Alemania        | 0   | 0     | 2      | 2     |
| 18   | Corea del Norte | 0   | 0     | 2      | 2     |
| 18   | Kazajistán      | 0   | 0     | 2      | 2     |
| 18   | Mongolia        | 0   | 0     | 2      | 2     |
| 22   | Armenia         | 0   | 0     | 1      | 1     |
| 22   | Finlandia       | 0   | 0     | 1      | 1     |
| 22   | Kirguistán      | 0   | 0     | 1      | 1     |
| 22   | Noruega         | 0   | 0     | 1      | 1     |
| 22   | República Checa | 0   | 0     | 1      | 1     |
| 22   | Rumania         | 0   | 0     | 1      | 1     |
|      | TOTAL           | 21  | 21    | 42     | 84    |